# جودیت اف. کرول
جودیت اف. کرول (انگلیسی: Judith F. Kroll) استاد ممتاز روان‌شناسی زبان در دانشگاه کالیفرنیا، ارواین است. او در روان‌شناسی زبان تخصص و روی فراگیری زبان دوم و پردازش زبان دوزبانه‌ها تمرکز دارد.